# Remesiana

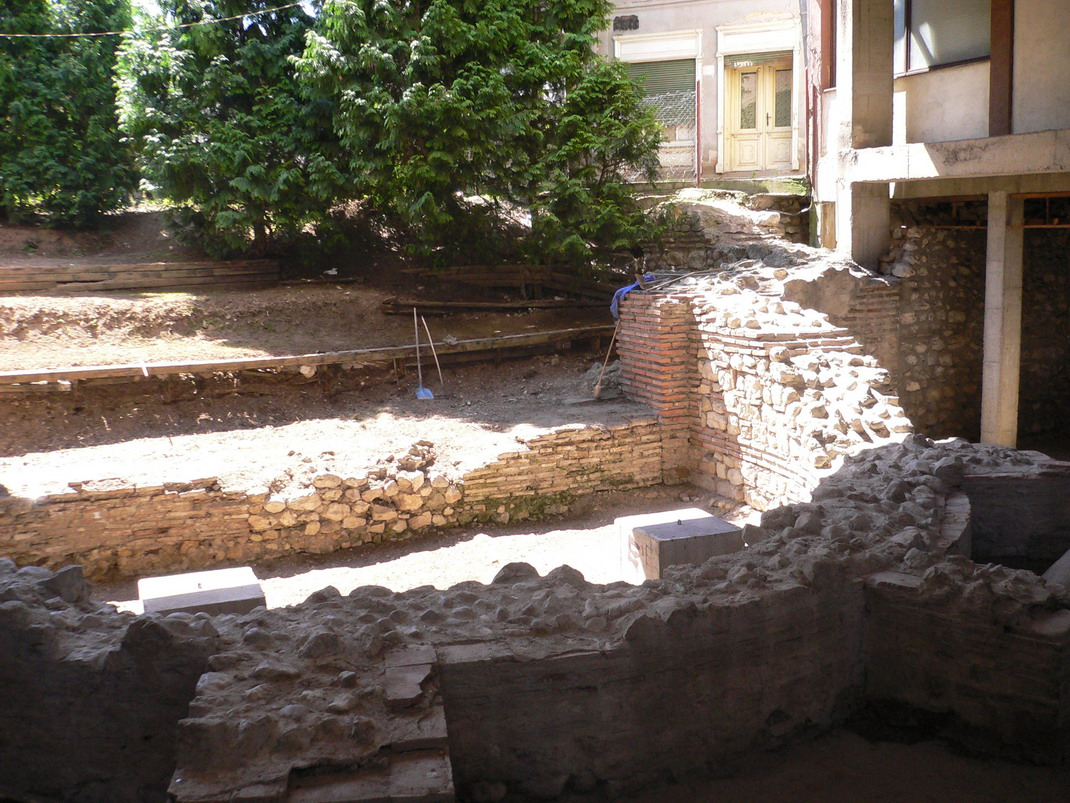
Fragment fundamentów bazyliki odkrytej w rzymskiej Remesianie

Remesiana (łac. Remesianensis) – stolica historycznej diecezji w Dacji istniejącej w czasach rzymskich.
Współczesne miasto Bela Palanka w Serbii. Obecnie katolickie biskupstwo tytularne ustanowione ok. 1890 przez papieża Leona XIII. 

## Biskupi tytularni
| Lp. | Biskup                        | Funkcja                              | Od               | Do                   |
| --- | ----------------------------- | ------------------------------------ | ---------------- | -------------------- |
| 1   | Joseph-Marie Leray            | wikariusz apostolski Wysp Gilberta   | 24 lipca 1897    | 17 października 1929 |
| 2   | Federico Melendro y Gutiérrez | wikariusz apostolski Anqing (Chiny)  | 17 lutego 1930   | 11 kwietnia 1946     |
| 3   | Francisco Javier Ochoa Ullate | emerytowany biskup Shangqiu (Chiny)  | 11 grudnia 1947  | 6 września 1976      |
| 4   | Jacques Fihey                 | biskup pomocniczy Marsylii (Francja) | 31 maja 1977     | 22 kwietnia 1989     |
| 5   | Sylvester Ryan                | biskup pomocniczy Los Angeles (USA)  | 17 lutego 1990   | 28 stycznia 1992     |
| 6   | Nicola de Angelis             | biskup pomocniczy Toronto (Kanada)   | 27 kwietnia 1992 | 28 grudnia 2002      |
| 7   | Francis Reiss                 | biskup pomocniczy Detroit (USA)      | 7 lipca 2003     |                      |